# Barranc de Santa Llúcia
El Barranc de Santa Llúcia és un barranc de l'antic terme de Toralla i Serradell, actualment inclòs en el terme municipal de Conca de Dalt, al Pallars Jussà, que al cap de poc de formar-se entra en el terme de la Pobla de Segur.
Aquest barranc es forma al sud de Torallola per la unió dels barrancs de Saülls, que prové del nord, i de Comellar, que ho fa des del nord-oest, entre el Serrat de Castellets i la Costa de Matacabrits. Des d'aquest lloc davalla cap al sud-est, passa pel nord i nord-est del poble de Sant Joan de Vinyafrescal i ran de l'ermita de Santa Llúcia, que li dona el nom, i s'aboca en la Noguera Pallaresa en el pantà de Sant Antoni a llevant de Casa Madó, dins del terme de la Pobla de Segur.